# Guillaume Faye
Guillaume Faye (franska: [faj]), född 7 november 1949 i Angoulême i Charente, död 7 mars 2019, var en fransk journalist och författare. Fil.dr. vid Institut d'études politiques de Paris. Han räknas till de främsta tänkarna inom franska nya högern. Faye var aktiv i Alain de Benoists GRECE från början av 1970-talet och fram till en splittring 1986, som främst berodde på att Faye börjat se Islam och inte USA som den främsta huvudfienden. Han lämnade GRECE efter ha brutit med Benoist och arbetade sedan som radiopratare på kanalen Skyrock men återkom till politiken 1998 med boken L'Archéofuturisme. och förordade då en mer aggressiv rasideologi. och Faye vände sig främst emot islam och afrikansk kolonisation som han ansåg utgjorde de stora hotet mot den europeiska identiteten.

## Politiska ställningstaganden
Faye var mycket kritisk mot EU, liksom till amerikansk kommersialism och inflytande, som han menade försvagar och bryter ner de nationella folkens egna identiteter. Enligt Faye är Europa är under kolonisation av islamska afrofolkgrupper, men han hävdade att Europas svaghet främst beror på den svaga politiska ledningen och interna splittrande processer. Han förordade en europeisk nationalisn, nynationalism, och en starkt euroasisk (eller euroslavisk) politisk enhet med Ryssland.

### Civilisationernas krig och starkt ledarskap
Faye var till skillnad från många andra inom den radikala högern inte antisemit, men hävdade att etnopluralism var för tolerant då han trodde att ett civilisatoriskt krig mot islam var i antågande. 
Han förordade ett starkt ledarskap, en diktator som:  
”... inte är en förtryckande tyrann, utan en som ”dikterar”, som tar genvägar och räddar saker vid undantagstillstånd.”

### Folkutbyte i Europa
I den globala ekonomin är det inte bara varor som blir utbytbara utan även människor och befolkning menade Fayer. Han menade att eliterna håller på med ett demografiskt folkutbyte för att ersätta majoritetsbefolkningen. Abortism, homosexualitet och immigration är de tre tillvägagångssätt som Faye menade att eliten använder för att byta ut sin befolkning. Fayer var en föregångare och inspiratör i konspirationsteorin om att det pågår ett folkutbyte i Europa. En konspirationsteori som bland annat Renaud Camus populariserat, och som fått stor spridning i slutet att 2010-talet. 

### Arkeofuturism
Faye utvecklade begreppet arkeofuturism för att beskriva den kombination av ”arkaiska värderingar” och modern futuristisk teknologi som han förordar. Begreppet har liksom Fayes ideer, fått stor spridning bland många identitärer.